# Shut ’Em Down (песня Onyx)
«Shut ’Em Down» — песня американской хардкор-рэп-группы Onyx. Она была выпущена 3 февраля 1998 года лейблами Def Jam Recordings и JMJ Records как второй сингл из третьего альбома группы Onyx, Shut ’Em Down. В записи песни принял участие рэпер DMX.
Спродюсированный Self, сингл «Shut ’Em Down» был успешным в R&B и рэп-чартах, достигнув 61 места в чарте Hot R&B/Hip-Hop Singles & Tracks и 43 места в чарте Hot Rap Singles в американском журнале Billboard.
Официальный ремикс, который также появился на альбоме Shut ’Em Down, записанный при участии рэперов, Noreaga и Big Pun был использован в видеоигре 2005 года, Grand Theft Auto: Liberty City Stories.

## Предыстория
В интервью White Label Radio Фредро Старр рассказал историю о том, как группа записала заглавный трек. DMX пришёл на студию Sound On Sound Studios на запись песни «Shut ’Em Down» в сопровождении питбулей и участников группы Ruff Ryders, но на съёмки клипа в Лос-Анджелесе он прилетел один с собаками.

## Музыкальное видео
Музыкальное видео было снято режиссёром Грегори Дарк и было снято в центре Лос-Анджелеса в декабре 1997 года. Премьера клипа состоялась на кабельном канале The BOX в феврале 1998 года. Видео можно найти на DVD-диске Onyx: 15 лет видео, истории и насилия 2008 года.

## Появление в фильмах, видеоиграх
- В 2001 году инструментал этой песни был использован в фильме о скейтбординге Santa Cruz - Uprising.[4]
- В 2005 году ремикс на песню «Shut ’Em Down» был использован в видеоигре Grand Theft Auto: Liberty City Stories.[5]

## Трибьют
В 2012 году Монгольская хип-хоп-группа Ice Top записала кавер-версию песни Onyx «Shut ’Em Down Remix» под названием «Shartai/Шартай», а также сняла видеоклип на этот трек.
В 2017 году в честь 19-летия альбома Onyx, Shut ’Em Down, рэпер из Атланты, SickFlo, который также является участником движения Onyx, 100 MAD, выпустил трибьют видео «Shut ’Em Down».

## Релизы
Сингл на эту песню был выпущен с промо стикером, на котором была надпись «С готовящегося к выходу альбома 'Shut ’Em Down', который окажется на полках магазинов 17 марта 1998 года».

### Список композиций на виниле
Сторона А:
1. «Shut ’Em Down» (Radio Edit)- 3:26 (featuring DMX)
2. «Shut ’Em Down» (LP Version)- 3:59 (featuring DMX)
3. «Shut ’Em Down» (Instrumental)- 3:53

Сторона Б:
1. «Raze It Up» (Radio Edit)- 4:03
2. «Raze It Up» (LP Version)- 4:03
3. «Raze It Up» (Instrumental)- 4:03

Сторона С:
1. «Throw Ya Gunz» (Radio Edit)- 3:16
2. «Throw Ya Gunz» (LP Version)- 4:02
3. «Throw Ya Gunz» (Instrumental)- 4:12
4. «Shifftee» (LP Version)- 3:18

Сторона D:
1. «Last Dayz» (Radio Edit)- 3:32
2. «Last Dayz» (LP Version)- 3:31
3. «Last Dayz» (Instrumental)- 3:31
4. «Evil Streets» (Remix)- 4:18 (featuring Method Man)

### Список композиций на CD сингле
1. «Shut 'Em Down» (Radio Edit)- 3:26

## Сэмплы
- «Vieillir» бельгийского барда Жака Брель

## Участники записи
- Оникс — исполнитель, вокал
- Фредро Старр — исполнитель, вокал, продюсер («Last Dayz»)
- Стики Фингаз — исполнитель, вокал
- Сонни Сиза — исполнитель, вокал
- Селф — продюсер («Shut ’Em Down»)
- Кен «ДУРО» Айфил — запись («Shut ’Em Down»)
- Диджей ЛС Уан — запись, скрэтчи («Shut ’Em Down»)
- Том Койн — мастеринг
- Кит Хорн — продюсер («Raze It Up»)
- Дон Эллиотт — запись («Raze It Up», «Last Dayz»)
- Шайскиллз — продюсер («Shifftee», «Throw Ya Gunz»)
- Трой Хайтауэр — запись («Throw Ya Gunz»)
- Норман Буллард — ассистент инженера звукозаписи («Throw Ya Gunz»)
- Jam Master Jay — продюсер («Shifftee»)
- Рич Джулай — запись («Shifftee», «Throw Ya Gunz»)
- Свифт — запись («Evil Streets» (Remix))

## Чарты

### Еженедельные чарты
| Чарт (1998)                                       | Высшая позиция |
| ------------------------------------------------- | -------------- |
| US Hot R&B/Hip-Hop Singles & Tracks (Billboard)   | 61             |
| US Hot Rap Singles (Billboard)                    | 43             |
| US Hot Dance Music/Maxi-Singles Sales (Billboard) | 26             |
| US Gavin Rap (Gavin Report)                       | 7              |
| US Rap Radio Top Thirty (Hits)                    | 5              |
| UK Singles (Official Charts Company)              | 136            |